# Canucha
Canucha is een geslacht van vlinders van de familie eenstaartjes (Drepanidae), uit de onderfamilie Drepaninae.

## Soorten
- C. bouvieri Oberthür, 1916
- C. curvaria Walker, 1866
- C. depressa Warren, 1916
- C. duplexa Moore, 1865
- C. fleximargo (Warren, 1896)
- C. miranda Warren, 1923
- C. specularis Moore, 1879